# Ein anarchistischer Bankier
Ein anarchistischer Bankier (portugiesischer Originaltitel O Banqueiro Anarquista) ist eine satirische Erzählung von Fernando Pessoa aus dem Jahr 1922.

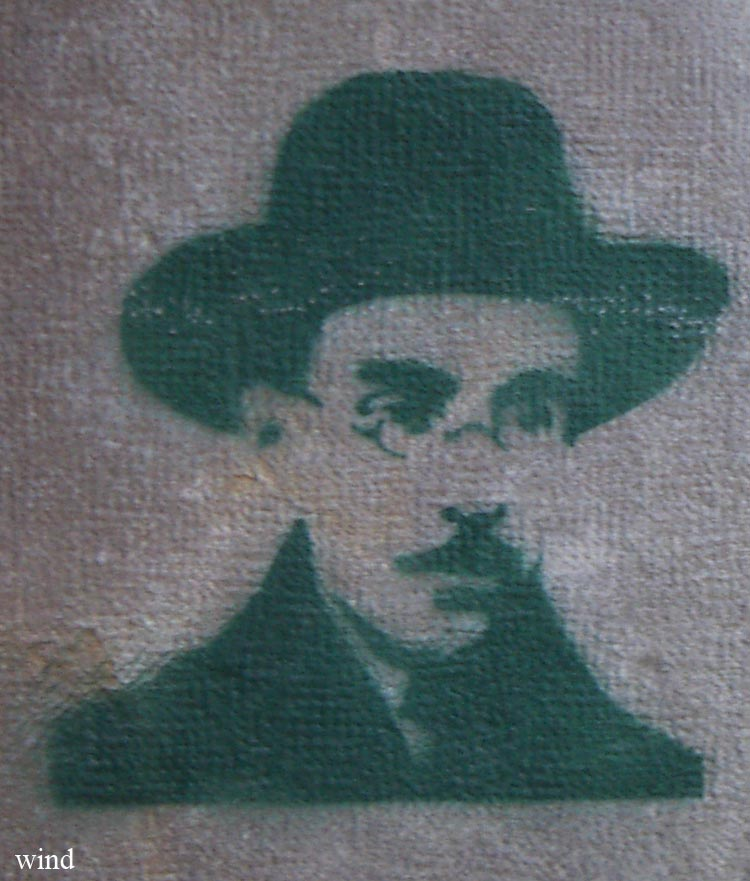
Pessoa als Wandgraffito in der Lissabonner Baixa

## Inhalt
Nach einem Abendessen im Hause eines erfolgreichen Geschäftsmannes und Bankiers fragt ihn der geladene Gast, ob es der Wahrheit entspräche, dass er früher Anarchist gewesen sei. Dieser entgegnet, er sei es noch immer. Im Anschluss folgt ein weitgehend als Monolog des Gastgebers geführtes Gespräch. Darin legt der Bankier dem verwunderten Gast dar, warum er als überzeugter Anarchist gezwungen sei, zu Reichtum zu kommen. Die logisch aufeinander aufbauenden Argumente sind vordergründig nur auf das Ziel gerichtet, eine herrschaftsfreie Gesellschaft zu erreichen. Tatsächlich aber stellt Pessoas Erzählung eine Kritik sowohl des bedingungslosen Kapitalismus als auch seiner fanatisierten Gegner dar.

## Hintergrund
Pessoas Erzählung gehört zu den wenigen zu seinen Lebzeiten veröffentlichten Werken. Sie entstand auch unter dem Eindruck der politischen Unruhen, die die portugiesische Republik seit dem Sturz der Monarchie und dem Gang von König Manuel II. ins Exil 1910 begleiteten. Reaktionäre monarchistische Kräfte, republikanische und anarchosyndikalistische Gruppen lieferten sich bürgerkriegsähnliche Auseinandersetzungen. In diese Zeit der Attentate und gewalttätigen Konfrontationen fiel die Veröffentlichung von Ein anarchistischer Bankier 1922. Erst im Oktober 1921 hatten sich Truppen der Republikanischen Nationalgarde (GNR) und Marineeinheiten am Sturz der Regierung versucht. In deren Folge kam es zur Lissabonner Blutnacht, der eine erneute Welle der Gewalt folgte. 
Pessoa waren diese ideologisch motivierten Gewaltexplosionen ein Gräuel. Sie widersprachen der für ihn unantastbaren individuellen Freiheit. Gegensätze und Unterschiede nicht aushalten zu können, galt ihm als Zeichen von Dummheit.

„Nichts war ihm wohl verhaßter als die Selbstgefälligkeit und Selbstgerechtigkeit von Mehrheiten, die sich mit Individuen anlegten und die ihren Konsens so wortgewaltig wie zahlenmäßig ausspielten: viele gegen einen.“

Pessoa hatte eine Abneigung sowohl gegen den Kapitalismus, der bei Abweichung existenzbedrohende Zwänge auf die Menschen ausübt und ihre geistige Freiheit beeinträchtigt, als auch gegen seine erbittertsten Gegner, die keine abweichenden Ansichten auf ihrem Weg der angestrebten Befreiung akzeptieren konnten.

„Sich nichts unterwerfen, keinem Menschen, keiner Liebe, keiner Idee, jene distanzierte Unabhängigkeit wahren, die darin besteht, weder an die Wahrheit zu glauben, falls es sie denn gäbe, noch an den Nutzen, sie zu kennen - dies, scheint mir, ist die rechte Befindlichkeit für das geistige, innere Leben von Menschen, die nicht gedankenlos leben können.“

Vor dem Hintergrund dieser historischen Zusammenhänge und persönlichen Überzeugungen ist Ein anarchistischer Bankier 1922 von Fernando Pessoa veröffentlicht worden. Die Erzählung ist seither auch häufiger auf die Bühne gebracht worden, beispielsweise 2010 vom Theater Dortmund, mit Claus Dieter Clausnitzer als Bankier.

## Ausgaben
- Fernando Pessoa: Ein anarchistischer Bankier. Wagenbach, Berlin 2006, ISBN 978-3803112361. Gebunden, übersetzt von Reinhold Werner
- Fernando Pessoa: Ein anarchistischer Bankier. Fischer Taschenbuch, Frankfurt am Main 1992, ISBN 978-3596103065.
- Fernando Pessoa: Der anarchistische Bankier. minifanal, Bonn 2017, ISBN 978-3954211357. Taschenbuch, übersetzt von Dirk Friedrich
- Fernando Pessoa: Ein anarchistischer Bankier. Wagenbach, Berlin 2006, ISBN 978-3803140906. Hörbuch, gelesen von Hanns Zischler